# Järnbärare, Göteborg

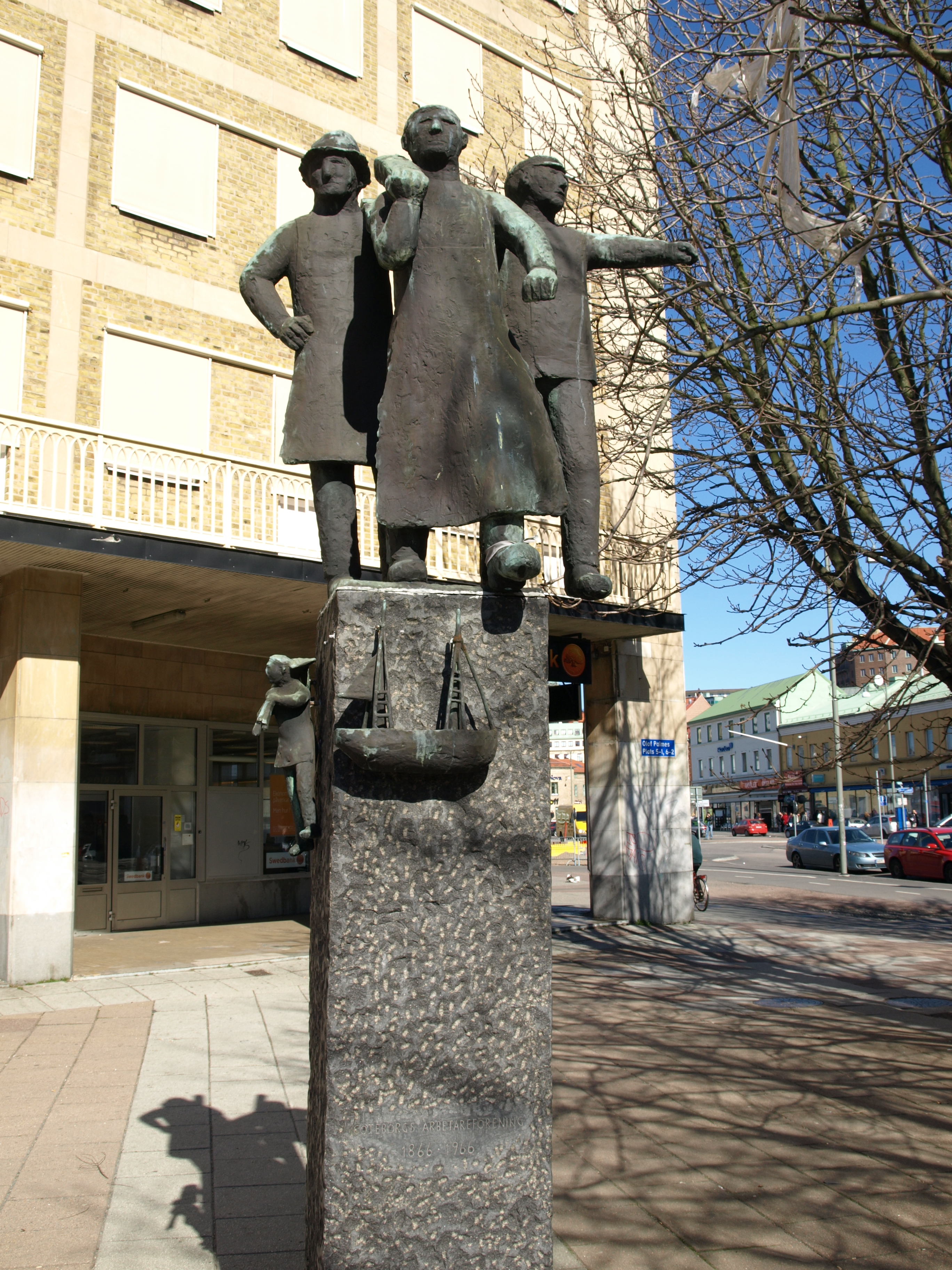
Foto taget i april 2009.

Järnbärare är en bronsskulptur, utförd av Sven Lundqvist 1966, vid Olof Palmes plats nära Folkets Hus i Göteborg.
Konstverket står på en stensockel och består av tre arbetare som bär på järnbitar. Runt sockeln finns en man med vagn, ett skepp samt en häst och släde. På 1820-talet återfanns på Järntorget ett fyrtiotal järnbärare och de innehade det vanligaste yrket efter kategorin arbetskarlar. 